# Shaolin templom (film, 1982)
A Shaolin templom (kínaiul: 少林寺, pinjin: Shàolínsì, magyarosan Saolinsze) 1982-ben bemutatott kínai-hongkongi harcművészeti film. A Shaolin templom indította el Jet Li filmes karrierjét, aki 17 éves volt a forgatáskor. A film egy korábbi, 1976-os film remake-je. Ez volt az első hongkongi film, amit Hongkongon kívül forgattak Kína területén.

## Forgatás
Az alkotás a saolin kungfu-művészetet mutatja be és egy valóságos saolin templomban forgatták a Szung (Song)-hegységben. A filmet egy kis, független stúdió készítette, ezért nem volt pénzük híres koreográfusok és színészek szerződtetésére, ehelyett igazi vusu (vusu)bajnokokat szerződtettek a filmre, és a koreográfiát a szereplők maguk készítették. A filmet kaszkadőrök és speciális effektek nélkül készítették.

## Fogadtatás
Mivel Li már nemzeti hősnek számított vusu (vusu)bajnoki címeinek köszönhetően, a film azonnali siker volt, és valóságos harcművészet-őrületet indított el Kínában.
Erick Kwon (Beyond Hollywood) a következőképp értékelte Lit a filmben:
Csak 16 éves volt a forgatás alatt, és elképesztő, milyen fiatalnak és fürgének tűnik. Ez Jet a számos sérülése előtt és fizikai teljesítőképessége teljében, amikor vitathatatlanul a világ legjobb vusu (wushu)művésze volt. Már felfedezhetőek benne a későbbi szupersztár-kvalitások […] Nem kedveled a drótköteles jeleneteket? … Nem kedveled a nyilvánvaló kaszkadőrmunkát? Hát én sem. Nézd meg a Shaolin templomot, tedd félre az agyad gondolkodó részét és nézd meg a legelképesztőbb kung-fu jeleneteket, amit filmen valaha látni lehet.